# Джойс, Тревор

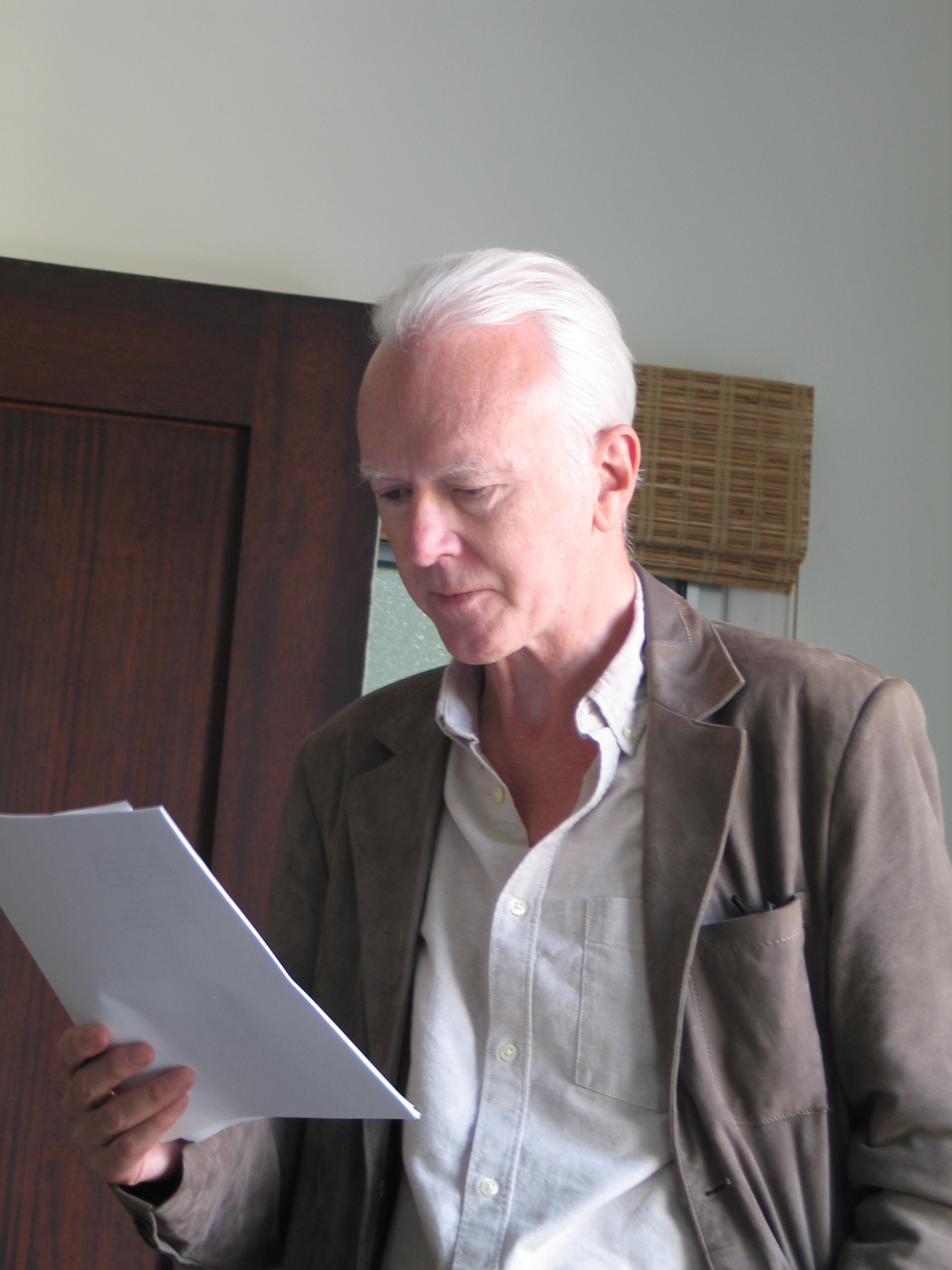
Тревор Джойс читает стихи (2020)

Тревор Джойс (англ. Trevor Joyce; род. 26 октября 1947, Дублин) — ирландский поэт, пишущий на английском языке.

## Биография
Активно участвовал в литературной жизни Ирландии конца 1960-х — середины 1970-х гг.: в 1967 г. стал соучредителем издательства «New Writers' Press», открывшегося выпуском его первой книги, в 1968 г. редактировал первый выпуск альманаха «The Lace Curtain». К 1976 г. вышли пять сборников Джойса, в том числе книга «Песни о Суини Чужестранце» (англ. The Poems of Sweeny Peregrine; 1976) — переложение средневекового ирландского сказания о короле Суибне.
В середине 1970-х гг. Джойс отошёл от литературной деятельности. Он преподавал философию, классическую китайскую поэзию, математические дисциплины в университетах Оксфорда, Дублина и Корка, куда в 1984 г. переселился. После двадцатилетнего молчания он выпустил начиная с 1995 г. ещё четыре книги стихов, основал и возглавил в 1997 г. Международный поэтический фестиваль в Корке, стал номинантом и лауреатом нескольких литературных премий. В 2004 г. Тревор Джойс был избран в ирландскую академию искусств «Аосдана».
На русский язык стихи Тревора Джойса переводила Ника Скандиака.

## Книги стихов
- Sole Glum Trek (1967)
- Watches (1968)
- Pentahedron (1972)
- The Poems of Sweeny Peregrine (1976)
- stone floods (1995)
- Syzygy (1998)
- Without Asylum (1998)
- with the first dream of fire they hunt the cold (2001)
- Red Noise of Bones (2001, на CD)
- Take Over (2003)
- Undone, Say (2003)
- What’s in Store (2007)